# Angela Spica
Angela Spica, también conocida como The Engineer (La Ingeniera), es un personaje ficticio del universo de DC Comics, creado por el escritor Warren Ellis y el dibujante John Cassaday. Apareció por primera vez en The Authority vol.1 #1 en 1999. Su primera aparición como parte del universo DC fue en Stormwatch #1 en 2011.Angela Spica es una de las heroínas más destacadas del universo de The Authority y una de las figuras más poderosas en su universo, conocida por su impresionante inteligencia y habilidades en ingeniería avanzada.
Angela Spica es una brillante científica y experta en ingeniería biomédica que, tras sufrir un accidente, se fusiona con tecnología nanomecánica avanzada, lo que le permite transformar su cuerpo en una forma completamente cibernética. Esta transformación le otorga una serie de poderes, como la capacidad de crear y manipular tecnología a escala molecular, convirtiéndola en una de las heroínas más formidables en el combate contra amenazas cósmicas y tecnológicas. 
La Ingeniera es uno de los personajes más complejos dentro del universo de The Authority y de los cómics de DC, simbolizando la integración de la ciencia avanzada con el heroísmo. Su historia explora temas como el sacrificio, la moralidad y el uso de la tecnología con responsabilidad.
Más allá de los cómics, Spica debuta en el cine en el Universo DC (DCU), interpretada por la actriz María Gabriela de Faría.

## Origen
Angela Spica de niña estaba obsesionada con los superhéroes. Nació en Queens, la hija menor de siete hermanos. Ella provenía de una familia de clase trabajadora. Tenía un intelecto de nivel genio, capaz de construir placas de circuitos desde una edad temprana. Se graduó de la universidad como la mejor de su clase.
Es la segunda en llevar el nombre de la Ingeniera, ya que el primero fue un científico que experimentó con su propio cuerpo para hacer añadidos tecnológicos que pertenecía a The Challengers, pero acabó muriendo. El Ingeniero utilizó sus habilidades basadas en la nanotecnología para ayudar a terraformar el mundo. El plan finalmente fracasó y el Ingeniero fue una de las primeras personas asesinadas cuando Henry Bendix arrojó una bomba viral en la base del grupo. Durante el proceso de morir, envió todas sus notas de trabajo a su compañera de trabajo, Angela Spica. Al hacerlo fue capaz de crear una gran cantidad de nanotecnología líquida y reemplazó su sangre con ella. Poco después se unió a The Authority y pronto se hizo amiga cercana de Jenny Sparks y se hizo miembro de Stormwatch. 

## Evolución del personaje

### Universo Wildstorm
Como ocurre con muchos personajes basados en la tecnología, Ángela ha tenido dificultades en ocasiones para encontrar el equilibrio adecuado entre las máquinas que puede crear y las personas reales con las que debe interactuar. Sin embargo, su carácter ha crecido y ha demostrado tener una personalidad lo suficientemente fuerte como para liderar Stormwatch.
Se hizo amiga de Jenny Sparks después de que ella utilizó viajes en el tiempo y nanocirugía para salvarla de una herida de bala en el año 1919. Esto fue posible gracias al mecanismo de la puerta del transportador. Era necesario salvar a Jenny para evitar una paradoja del nivel de extinción que destruiría el mundo. Otro caso de viaje en el tiempo la llevó a su pasado. En la escuela secundaria, el médico de la escuela la había agredido sexualmente, pero el médico actual reveló que se trataba de una planta para que ella no pudiera combatirlo de manera efectiva.
Durante la serie 'Transfer of Power', a Angela le quitaron la sangre metálica líquida y la reemplazaron con la de un adicto a la heroína VIH positivo, su memoria fue alterada y le dieron un trabajo mal pagado en un mercado, un marido abusivo y seis niños. Esta historia llegó a su fin cuando Shade la liberó y Apolo mató a su "copia". Rápidamente transfirió su sangre de Liquid Metal a sí misma y lanzó un asalto contra el resto de las "copias" del equipo.

### Tierra-0
Dentro del Universo DC (DCU) reiniciado, muchas de las antiguas propiedades de Wildstorm todavía existen juntas, y específicamente en Stormwatch. Ha tenido que asumir una posición más de liderazgo, especialmente después de que se demostró que Adam-One era cada vez más inestable. Primero fue enviada a la Luna para ayudar a Tanner, pero se vio obligada a huir después de que las cavernas en las que se encontraban comenzaron a desmoronarse. Esto fue el resultado de las acciones del Scourge of Worlds. Actualmente es la líder de Stormwatch.
Ella ayuda al equipo mientras son enviados a la Tierra para luchar contra un monstruo que ha sido arrojado a la Tierra por Scourge. Pronto asume el cargo de líder de facto del equipo, ya que deben lidiar con una antigua ciudad que ha vuelto a despertar. Luego se ven obligados a una situación caótica cuando su cuartel general, el Eye of the Storm, se rebela contra sus usuarios con su inteligencia Daemonite.

## Poderes y habilidades

### Potestades
- Nanites de sangre: la sangre de los ingenieros ha sido reemplazada por 4 litros y medio de líquido metálico lleno de nanobots; pequeñas máquinas controladas por su voluntad. Puede hacer casi cualquier cosa que imagine con sus nanobots, incluida adaptarse al medio ambiente o cualquier otro efecto adverso que la aflija. Su uso principal de sus nanocitos es cubrirse con una forma líquida de metal para permitir un control mejor y más completo sobre sus poderes, además de brindarle protección.[5]
  - Cambio de forma: su forma de metal líquido le brinda la capacidad de cambiar su forma como mejor le parezca, la naturaleza fluida de sus nanocitos.
    - Plasticidad: Puede extender y estirar su forma metálica con facilidad.

  - Durabilidad adaptativa: Por lo general, cubre su piel con una capa de metal para protegerse de cualquier daño. Esta habilidad la convierte en un ser de metal líquido completo que le permite transformarse a voluntad. En batalla, se demuestra que es más fuerte que el de los primeros ingenieros, lo que le permite recibir golpes directos de bombas atómicas sin sufrir daños.
    - Autosustento: Ella es capaz de modificar su propio cuerpo para sobrevivir ilesa en el espacio.

  - Nanite Fabricating: Visualmente, su poder más impresionante es la capacidad de crear casi cualquier cosa a partir de los oligoelementos que existen en el aire y el suelo que la rodean, desde manos de ametralladora hasta clones literales de ella misma. Realmente no hay límite para lo que sus máquinas pueden hacer aparte de su imaginación.

- Autoduplicación: su cuerpo le permite hacer un duplicado exacto de sí misma; con el que ella está en contacto mental. Cada copia posee las mismas habilidades y conocimientos que el original y cada una puede actuar en conjunto. El Ingeniero puede crear hasta 82 de estos duplicados antes de que su mente comience a disociarse. Ángela necesita mantener la concentración para controlar activamente los detalles de lo que hacen sus duplicados.
- Radiotelepatía: Estos implantes fueron diseñados y creados por el Ingeniero. Al principio parecían moscas diminutas que se implantaban sin dolor en la sien del receptor. Los implantes permiten a todos los usuarios utilizar la "radiotelepatía", una forma de telepatía producida mecánicamente. Se desconoce el alcance superior de esta comunicación, lo único que se sabe es que todos los miembros de la Autoridad eran capaces de comunicación instantánea en todo el mundo.
- Infección Nanite: Su habilidad le permite propagar virus (que pueden afectar tanto a máquinas como a personas). Puede enviarlo al cuerpo de otra persona para determinar cómo funciona fisiológicamente o incluso para apagar su cuerpo o obtener cierto grado de control.
- Desintegración de nanitos : al extender la nanocarga en una esfera desde su cuerpo lo más lejos posible sin matarla, puede extruir la maquinaria en una red de cuchillos lo suficientemente pequeños como para deslizarse entre los átomos.
- Conocimiento de Nanites : para todos los efectos, sus nanocitos son un vasto depósito de información y ella es capaz de almacenar literalmente el conocimiento de cada libro de la tierra en una gota de su sangre.

- Sensores Nanite : Ha desarrollado una red invisible de sensores de máquinas del tamaño de un átomo a su alrededor, actúa como un campo de seguridad y es altamente sensible a los cambios ambientales.

- Visión telescópica

- Tecnopatía : tiene la capacidad de interactuar directamente con máquinas utilizando sus nanitos como conexión. También puede interactuar con las computadoras y acumular todos los datos que contienen.
- Electroquinesis : Su tecnopatía podría manifestarse como una forma especial de manipulación eléctrica, un tipo de cambio de forma que permite la interacción física con las máquinas.
- Vuelo : Angie también puede volar sin ninguna forma visible de propulsión.

- Viaje interestelar : Angie necesita generar propulsores masivos para alcanzar la velocidad de escape. Una vez que lo haga, podrá volver a utilizar sus nanocitos para desplazarse e impulsarse a través del espacio. Como tal, puede operar The Carrier sin necesidad de ningún equipo especial.

### Habilidades
- Intelecto a nivel de genio
- Ciencia

- Física

## Otras versiones

### The Wild Storm
Angela Spica fue el personaje principal de la serie WildStorm. Ambientada en un universo donde Skywatch e IO habían operado en secreto durante décadas, Angie fue la primera de una nueva ola de posthumanos nunca antes descubiertos, pudiendo utilizar tecnologías secretas de IO y Skywatch.